# Rafnia crassifolia
Rafnia crassifolia är en ärtväxtart som beskrevs av William Henry Harvey. Rafnia crassifolia ingår i släktet Rafnia och familjen ärtväxter. Inga underarter finns listade i Catalogue of Life.